# Røssåga
Die Røssåga ist ein Fluss in der Kommune Hemnes in der Fylke Nordland. 
Sie hat ihren Ursprung im See Røssvatnet und fließt in nördlicher Richtung durch ein relativ breites Tal, bis sie in den Sørfjord, einem Arm des Ranfjords, nahe dem Ort Bjerka mündet. Von Osten fließen die Nebenflüsse Bleikvasselva, Bjuråga und Leirelva der Røssåga zu. Die Røssåga ist 50 km lang und hat ein Einzugsgebiet von rund 2100 km².

## Wasserkraftnutzung
Die Røssåga gehört zu den Flüssen in Norwegen, deren Wasserkraft am stärksten zur Energiegewinnung genutzt wird. 
1958 wurde das Wasserkraftwerk Nedre Røssåga kraftverk fertiggestellt, 1962 das Øvre Røssåga kraftverk. Sie dienen der Stromversorgung der energieintensiven Industrien in der Region, unter anderem dem Eisenwerk Norsk Jernverk in Mo i Rana und dem Aluminiumwerk Mosal in Mosjøen.
| Name                    | Fertig- stellung | Leistung in MW | Jahres- leistung in GWh | Fallhöhe in m | Anzahl Turbinen | Stausee               | Betreiber |
| ----------------------- | ---------------- | -------------- | ----------------------- | ------------- | --------------- | --------------------- | --------- |
| Øvre Røssåga kraftverk  | 1962             | 187            | 907                     | 135           | 3               | Røssvatn, Bleikvatnet | Statkraft |
| Nedre Røssåga kraftverk | 1958             | 300            | 1827                    | 246           | 6               | Stormyrbassenget      | Statkraft |

## Fauna
Die Røssåga war ursprünglich ein wichtiger Lachsfluss. 
Die Bestand an Lachsen ging jedoch aufgrund der erheblichen Regulierung des Wasserlaufs zurück. Im Jahre 1980 wurde zudem der Lachsparasit Gyrodactylus salaris im Fluss entdeckt. In den Jahren 2003 und 2004 wurde die Røssåga einer chemischen Behandlung unterzogen, um den Parasiten zu entfernen. Die Røssåga gilt seit 2009 als parasitenfrei. Die Lachspopulation erholt sich seither und soll 2015 wieder ihren ursprünglichen Zustand erreicht haben. 